# Chiquinho (cầu thủ bóng đá, sinh năm 2000)
Francisco Jorge Tavares Oliveira (sinh ngày 5 tháng 2 năm 2000), hay còn được gọi là Chiquinho, là một cầu thủ bóng đá chơi ở vị trí tiền đạo cánh cho câu lạc bộ Wolverhampton Wanderers ở giải bóng đá Ngoại hạng Anh.

## Thống kê sự nghiệp
Tính đến 15 tháng 5 năm 2022
| Đội                     | Mùa giải  | Giải đấu        | Giải đấu      | Giải đấu  | Cúp quốc gia  | Cúp quốc gia | Cúp liên đoàn | Cúp liên đoàn | Khác          | Khác      | Tổng cộng     | Tổng cộng |
| Đội                     | Mùa giải  | Hạng đấu        | Số lần ra sân | Bàn thắng | Số lần ra sân | Bàn thắng    | Số lần ra sân | Bàn thắng     | Số lần ra sân | Bàn thắng | Số lần ra sân | Bàn thắng |
| ----------------------- | --------- | --------------- | ------------- | --------- | ------------- | ------------ | ------------- | ------------- | ------------- | --------- | ------------- | --------- |
| Estoril                 | 2019–20   | Liga Portugal 2 | 8             | 1         | 0             | 0            | 0             | 0             | —             | —         | 8             | 1         |
| Estoril                 | 2020–21   | Liga Portugal 2 | 13            | 0         | 1             | 1            | 1             | 0             | —             | —         | 15            | 1         |
| Estoril                 | 2021–22   | Primeira Liga   | 15            | 3         | 3             | 1            | 2             | 0             | —             | —         | 20            | 4         |
| Estoril                 | Total     | Total           | 36            | 4         | 4             | 2            | 3             | 0             | 0             | 0         | 43            | 6         |
| Wolverhampton Wanderers | 2021–22   | Premier League  | 8             | 0         | 1             | 0            | —             | —             | —             | —         | 9             | 0         |
| Tổng cộng               | Tổng cộng | Tổng cộng       | 44            | 4         | 5             | 2            | 3             | 0             | 0             | 0         | 52            | 6         |

## Danh hiệu
Estoril
- Liga Portugal 2: 2020–21